# Дижон
Дижон (фр. Dijon) је град у Француској. Главни је град департмана Златна обала и региона Бургоња. По подацима из 2011. године број становника у месту је био 151.672.

## Географија
Дижон је удаљен 300 километара од Париза, 200 од Женеве и Лиона. Град је железнички чвор и раскрсница путева.
Кроз Дижон пролази Канал Бургоња и река Уш, која повезује град са реком Саоном и Роном.

## Историја
Први остаци насеља на подручју Дижона су из епохе неолита.
Не постоје трагови градског насеља пре галско-римског доба. На размеђи плодне равнице и мочварног подручја око реке Саоне, настало је место Дивио, вероватно близу садашње Катедрале св. Бенињ.
Кроз место су пролазили трговци, а град се споро развијао. Био је релативно поштеђен од варварских инвазија, Сарацена у 8. веку и Нормана у 9. веку.
У околини града Хлодовех I је победио бургундског краља Гондебауда 500. Дижон је потпуно уништен у пожару 1137. Обновљен је у наредних 20 година, и постао у IX веку главни град Бургундије.
Дижон је у средњем веку био познат као „град са сто звона“, али пре свега као престоница Бургундског војводства, од 1384. до припајања војводства Француској 1477. То се догодило после смрти војводе Шарла Смелог, непријатеља Француске краљевине. Француски краљ Луј XI је у Дижону саградио дворац, који је касније служио као затвор.
После уједињења војводства са Француском, Дижон је остао главни град провинције, и у њему се окупљао парламент региона. Град је просперирао од трговине, а нарочито од трговине вином. Од 1722. у Дижону постоји Универзитет. Експлоатација руде гвожђа и угља у околини, завршетак Канала кроз Бургундију 1833, и градња железничке пруге ка Паризу и Лиону, додатно ће допринети значају овог града. Када се појавила авијација, у Дижону је била смештена једна од првих војних авио-база.
Град је бомбардован и окупиран 1940. од стране немачке армије у Другом светском рату. Дижон су ослободиле француске снаге 11. септембра 1944.

## Демографија
| 1962.   | 1968.   | 1975.   | 1982.   | 1990.   | 1999.   | 2006.   | 2011.   |
| ------- | ------- | ------- | ------- | ------- | ------- | ------- | ------- |
| 135.694 | 145.357 | 151.705 | 140.942 | 146.703 | 149.867 | 151.504 | 151.672 |

## Привреда
- Прехрамбена индустрија
- Металургија
- Индустрија механике
- Хемијска индустрија
- Транспорт
- Пољопривреда
- Фармацеутска индустрија
- Универзитет у Дижону

## Познате личности
- Бернар из Клервоа : 11. век Свети Бернар, оснивач цистерцитског монашког реда у Клервоу
- Жак Бенињ Бусуе : 17. век писац и говорник
- Проспер Жолио Кребијон : 17. век писац драма
- Жан Филип Рамо : 18. век композитор, оргуљаш, клавсениста и теоретичар музике
- Франсоа Шозије : 18. век лекар
- Франсоа Руде : 19. век вајар
- Алојзиус Бертран : 19. век песник
- Анри Дарси : 19. век физичар (хидраулика)
- Гистав Ајфел : 19. век француски инжењер и металург
- Огист Моро : 19. век вајар
- Роже Гиљемин : 20. век Нобелова награда за медицину 1977.
- Феликс Кир : 20. век градоначелник од 1945. до 1968.

## Гастрономија
Дижон се сматра светском престоницом гастрономије. У њему се сваке јесени одржава међународни сајам кулинарства. Ту је и средиште познатог виноградарског региона Бургоња. Престоница локалног винарства је у граду Бон.

### Сенф
Дижон је чувен широм света по свом сенфу, иако се данас око 90% свих зрна сенфа увози, углавном из Канаде. Назив дижонски сенф (moutarde de Dijon) означава начин справљања сенфа користећи млевена зрна браон сенфа. Настао је 1856. године када је Жан Нежон у рецепту за сенф заменио сирће киселим соком незрелог грожђа, познатим у Француској као „вержис“, добивши тако сенф глатког, хармоничнијег укуса. Традиционални дижонски сенф има препознатљив, посебно јак укус. Највеће количине дижонског сенфа (робне марке Amora и Maille) се производе индустријски, али у граду су се специјализовали и за производњу егзотичних или сенфова необичног укуса, које се често продају украсним, ручно сликаним ћасама од фајанса. На тржиштима ван Европске уније попут Србије или Сједињених држава, име „дижонски сенф“ није робна марка, тако да је тамо једини начин да будете сигурни да купујете прави дижонски сенф куповина теглице увезене из Француске; међутим, ван Француске је тешко наћи прави дижонски сенф у осталим, егзотичним укусима.
Локални специјалитети :
- Хлеб са зачинима
- Бургињонски пужеви
- Бургињонски шампињони
- Говедина бургињон
- Фонди бургињон
- Бургињонска вина
- Рибизла из Дижона, од које се прави ликер.
- Кир (аперитив од беле рибизле)

## Партнерски градови
- Волгоград
- Мајнц
- Ређо Емилија
- Скопље
- Ополе
- Клуж-Напока
- Печуј
- Јорк
- Далас
- Бјалисток
- Иркутск
- Гимараис

## Галерија
- Капија Гијом
- Трг Мироар
- Трг Франсоа Руде
- Палата бургундских војвода и градска већница
- Велики театар
- Пошта
- Трг Вилсон
- Катедрала св. Бенињ
- Црква св. Мишел
- Трговинска комора
- Стара палата правде
- Улица у центру града
- Палата војвода Бургундије
- Торањ Филипа Доброг
- Гроб Филипа II Смелог
- Панорама Дижона